# Масований ракетний обстріл України 15 листопада 2022
15 листопада 2022 року, у рамках російського вторгнення в Україну, російські військові здійснили четвертий масований ракетний удар по енергетичній інфраструктурі України, який за кількістю випущених ракет — 96 одиниць — перевершив обстріл 10 жовтня з 84 ракетами, та поступився обстрілу 29 грудня 2023 року.
Окрім того, вранці було завдано чотирьох ударів з комплексу С-300 по околицях Запоріжжя, а під час масованого обстрілу крилатими ракетами ще шість ударів із С-300 було завдано по Харкову і Чугуївському району. Також щонайменше 1 ракета влучила у житлову забудову у Бєлгородській області РФ.

## Передумови
Починаючи з масованого обстрілу 10 жовтня 2022 року, Російська Федерація методично руйнувала критичну інфраструктуру України. Того дня із 84 ворожих ракет українська ППО збила 45, наступного дня з 28 збили 20 ракет, а під час масованого обстрілу 31 жовтня українські захисники збили 45 із 55 ракет.
Проте енергетична система зазнала значних ушкоджень, для її балансування були запроваджені графіки з відключення споживачів.

## Обстріл
Зі стратегічних бомбардувальників Ту-95, Ту-160 з району Каспію та Ростовської області були випущені ракети типу Х-101 та Х-555. Крім того, з акваторії Чорного моря були випущені ракети типу «Калібр». Окрім крилатих ракет, удар було завдано безпілотниками Shahed-131 та Shahed-136. Над Херсонською областю було збито розвідувально-ударний БПЛА «Оріон».
Росія запустила по інфраструктурі України 96 крилатих ракет повітряного та морського базування (Х-101, Х-555, «Калібр») та керованих авіаційних ракет Х-59, що стало найбільшим ракетним обстрілом з початку широкомасштабного вторгнення. За оцінкою «Forbes», загальна вартість випущених ракет становить від 700 до 900 млн доларів США. Силам протиповітряної оборони України вдалося збити 75 з 96 випущених крилатих ракет повітряного та морського базування (Х-101, Х-555, «Калібр»), дві керовані авіаційні ракети Х-59, а також 10 БпЛА іранського виробництва «Shahed 136/131», один БпЛА «Оріон» та один «Орлан-10».
На відміну від обстрілу 10 жовтня цього разу в арсеналі українських військ були ЗРК IRIS-T SLM та NASAMS.
У низці областей: Полтавській, Запорізькій, Херсонській, Одеській, Миколаївській, Дніпропетровській та Харківській сигнал про повітряну небезпеку тривав понад 5 з половиною — майже 6 годин.
| Регіон                                              | Місце                                               | Ракета                                              | Збито                                               | Влучання, загиблі/поранені               |
| --------------------------------------------------- | --------------------------------------------------- | --------------------------------------------------- | --------------------------------------------------- | ---------------------------------------- |
| Запорізька обл.                                     | Запоріжжя                                           | 5В55                                                | 0/4                                                 | пустир, жертви: 0/0                      |
| Харківська обл.                                     | Харків                                              | 5В55                                                | 0/2                                                 | енергетична та цивільна інфраструктура   |
| Харківська обл.                                     | Чугуївський р-н                                     | 5В55                                                | 0/4                                                 | енергетична та цивільна інфраструктура   |
|                                                     |                                                     |                                                     |                                                     |                                          |
| Київ                                                | Київ                                                | —                                                   | 18/21                                               | енергетична інфраструктура, жертви: 3/17 |
| Київська обл.                                       | Київська обл.                                       | —                                                   | 18/21                                               | енергетична інфраструктура, жертви: 3/17 |
| Львівська обл.                                      | Львівська обл.                                      | —                                                   | 7/10                                                | енергетична інфраструктура, жертви: 3/17 |
| Рівненська обл.                                     | Рівненська обл.                                     | —                                                   | 2/3                                                 | енергетична інфраструктура, жертви: 3/17 |
| Волинська обл.                                      | Ковель                                              | —                                                   | 0/29                                                | енергетична інфраструктура, жертви: 3/17 |
| Хмельницька обл.                                    | Хмельницька обл.                                    | —                                                   | 0/29                                                | енергетична інфраструктура, жертви: 3/17 |
| Вінницька обл.                                      | Вінницька обл.                                      | —                                                   | 0/29                                                | енергетична інфраструктура, жертви: 3/17 |
| Житомирська обл.                                    | Житомир                                             | —                                                   | 0/29                                                | енергетична інфраструктура, жертви: 3/17 |
| Кіровоградська обл.                                 | Кропивницький                                       | —                                                   | 0/29                                                | енергетична інфраструктура, жертви: 3/17 |
| Полтавська обл.                                     | Кременчуцький р-н                                   | —                                                   | 0/29                                                | енергетична інфраструктура, жертви: 3/17 |
| Дніпропетровська обл.                               | Кривий Ріг                                          | —                                                   | 0/29                                                | енергетична інфраструктура, жертви: 3/17 |
|                                                     |                                                     |                                                     |                                                     |                                          |
| Тернопільська обл.                                  | Тернопільська обл.                                  | —                                                   | 14/14                                               | перехоплено українською ППО              |
| Івано-Франківська обл.                              | Івано-Франківська обл.                              | —                                                   | 14/14                                               | перехоплено українською ППО              |
| Полтавська обл.                                     | Полтавська обл.                                     | —                                                   | 2/2                                                 | перехоплено українською ППО              |
| Сумська обл.                                        | Сумська обл.                                        | —                                                   | 1/1                                                 | перехоплено українською ППО              |
| Одеська обл.                                        | Одеська обл.                                        | Калібр                                              | 1/1                                                 | перехоплено українською ППО              |
| Миколаївська обл.                                   | Миколаївська обл.                                   | —                                                   | 12/12                                               | перехоплено українською ППО              |
| Дніпропетровська обл.                               | Дніпропетровська обл.                               | —                                                   | 3/3                                                 | перехоплено українською ППО              |
| Україна загалом (не рахуючи систем С-300)           | Україна загалом (не рахуючи систем С-300)           | Україна загалом (не рахуючи систем С-300)           | 75/96                                               | жертви: 3/17                             |
| Відсоток перехоплених ракет ППО та іншими засобами: | Відсоток перехоплених ракет ППО та іншими засобами: | Відсоток перехоплених ракет ППО та іншими засобами: | Відсоток перехоплених ракет ППО та іншими засобами: | 78%                                      |
|                                                     |                                                     |                                                     |                                                     |                                          |
| Бєлгородська обл.                                   | Бєлгородська обл.                                   | —                                                   | 0/1                                                 | цивільна інфраструктура, жертви: 2/3     |

Під час цього обстрілу ракета від комплексу С-300 впала на території Польщі, в селі Переводів неподалік українського кордону, загинуло двоє людей.

## Наслідки

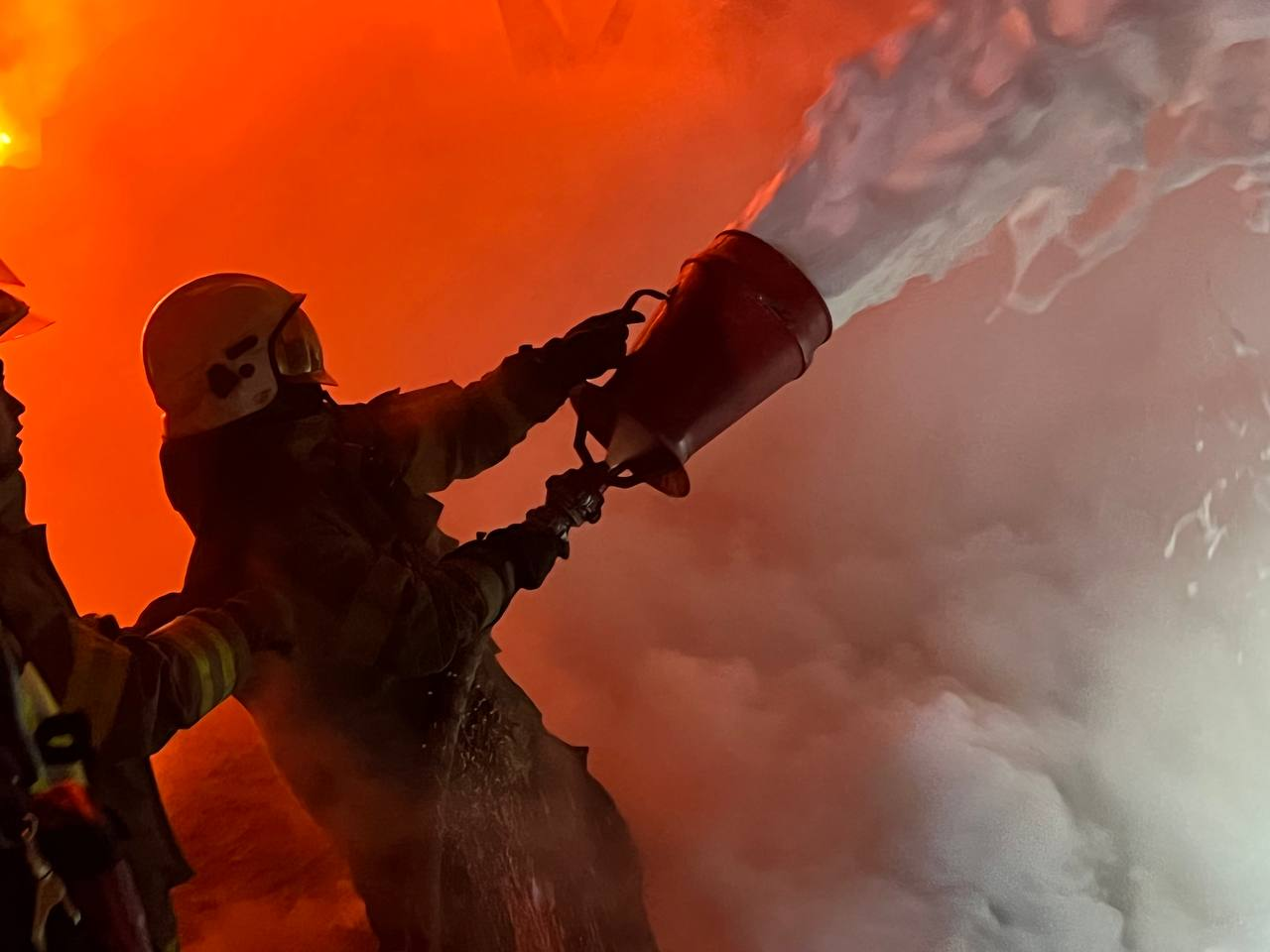
Гасіння пожежі на об'єкті критичної інфраструктури в Київській області

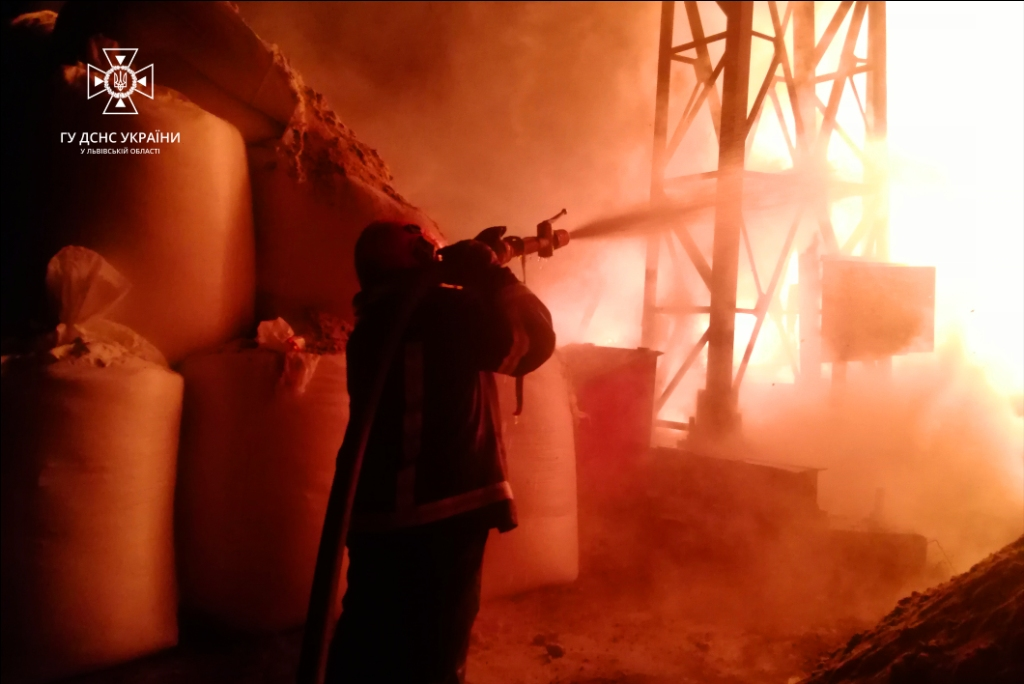
Гасіння пожежі на об'єкті енергетичної інфраструктури у Львівській області

Внаслідок атаки було пошкоджено 15 об'єктів енергетики, від енергоспоживання відключено понад 7 мільйонів абонентів. Атаки на енергетичну систему України 15 листопада спричинили і збій в роботі високовольтної лінії Ісакча-Вулканешти-МДРЕС, якою електроенергія постачається з Румунії до Молдови, що призвело до тимчасової втрати живлення в споживачів електроенергії в Молдові.
Над Києвом було збито 4 ракети, уламки впали на два житлових будинки в Печерському районі, в одному з них загинула жінка. Також в Оболонському районі уламок впав на фундамент занедбаного будівництва.
Ще одна жінка загинула від уламків ракети на цвинтарі села Плесецьке Київської області.
Під час цього обстрілу дві ракети впали у селі Переводів на території Польщі, неподалік українського кордону, загинуло двоє людей.
Станом на ранок 16 листопада місто Київ, Київська, Івано-Франківська, Рівненська, Одеська, Черкаська, Чернівецька та Чернігівська області мають повністю відновлене енергопостачання, Львівська, Тернопільська, Волинська, Хмельницька та Харківська на 95 %, Тернопільська на 90 %. У Житомирській та Сумській областях триває робота із відновлення електропостачання.
Обстріли енергетичної інфраструктури вплинули на роботу атомних електростанцій. Так, МАГАТЕ на основі отриманої від української влади інформації повідомила, що ХАЕС втратила повний доступ до електромережі та тимчасово перейшла на резервне живлення від дизель-генераторів. Довелось зупинити обидва реактори.
РАЕС втратила зв'язок з однією з ліній електропередач 750 кВ. Довелось знизити потужність станції, один з чотирьох блоків був автоматично відключений.

## Реакція
16 листопада 2022 року свої співчуття та підтримку Україні висловили прем'єр-міністр Великої Британії Ріші Сунак і прем'єр-міністр Канади Джастін Трюдо. Міністр закордонних справ Франції Катрін Колонна назвала обстріл доказом безсовісності та цинізму Російської Федерації.
Ракетний удар засудили країни-члени НАТО з числа групи G20 та Японія.
Рішуче засудила та назвала військовим злочином масові обстріли цивільної інфраструктури Австрія.
Обстріл інфраструктури засудив Президент Парламентської асамблеї Ради Європи (ПАРЄ) Тіні Кокс.

## Розслідування
За фактами обстрілу України 15 листопада Служба Безпеки України відкрила 17 кримінальних проваджень (ч. 1 статті 438 ККУ — порушення законів та звичаїв війни).
Слідчі СБУ припускають, що до обстрілу причетні військовослужбовці 184-го важкого бомбардувального авіаційного полку РФ, який входить до складу 22-ї важкої авіаційної бомбардувальної дивізії. Також служба перевіряє дані про участь у обстрілах військовослужбовців 52-го важкого бомбардувального авіаполку РФ.